# Sektor 4 (Bukarest)

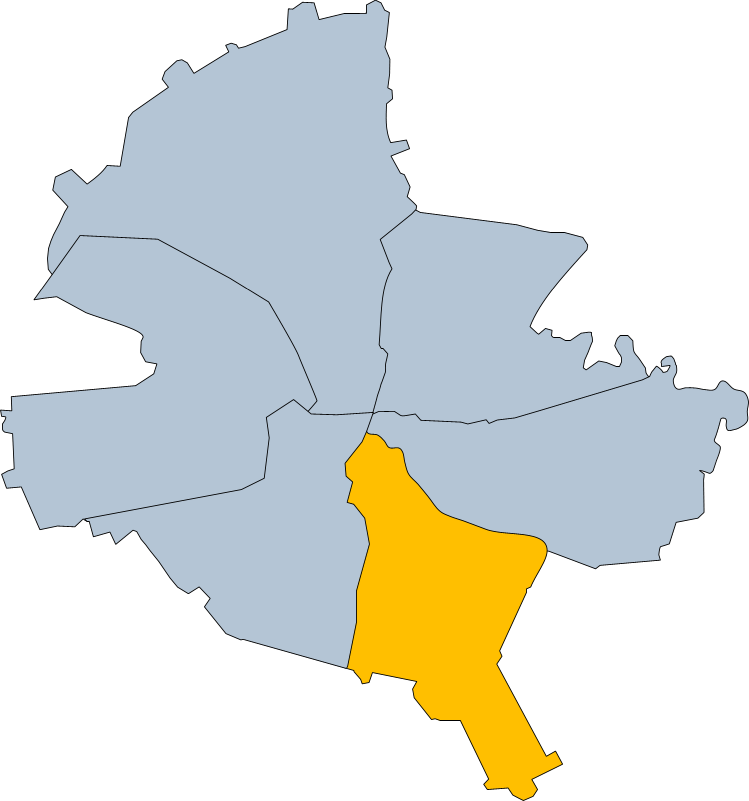
Bukarest, Sektor 4

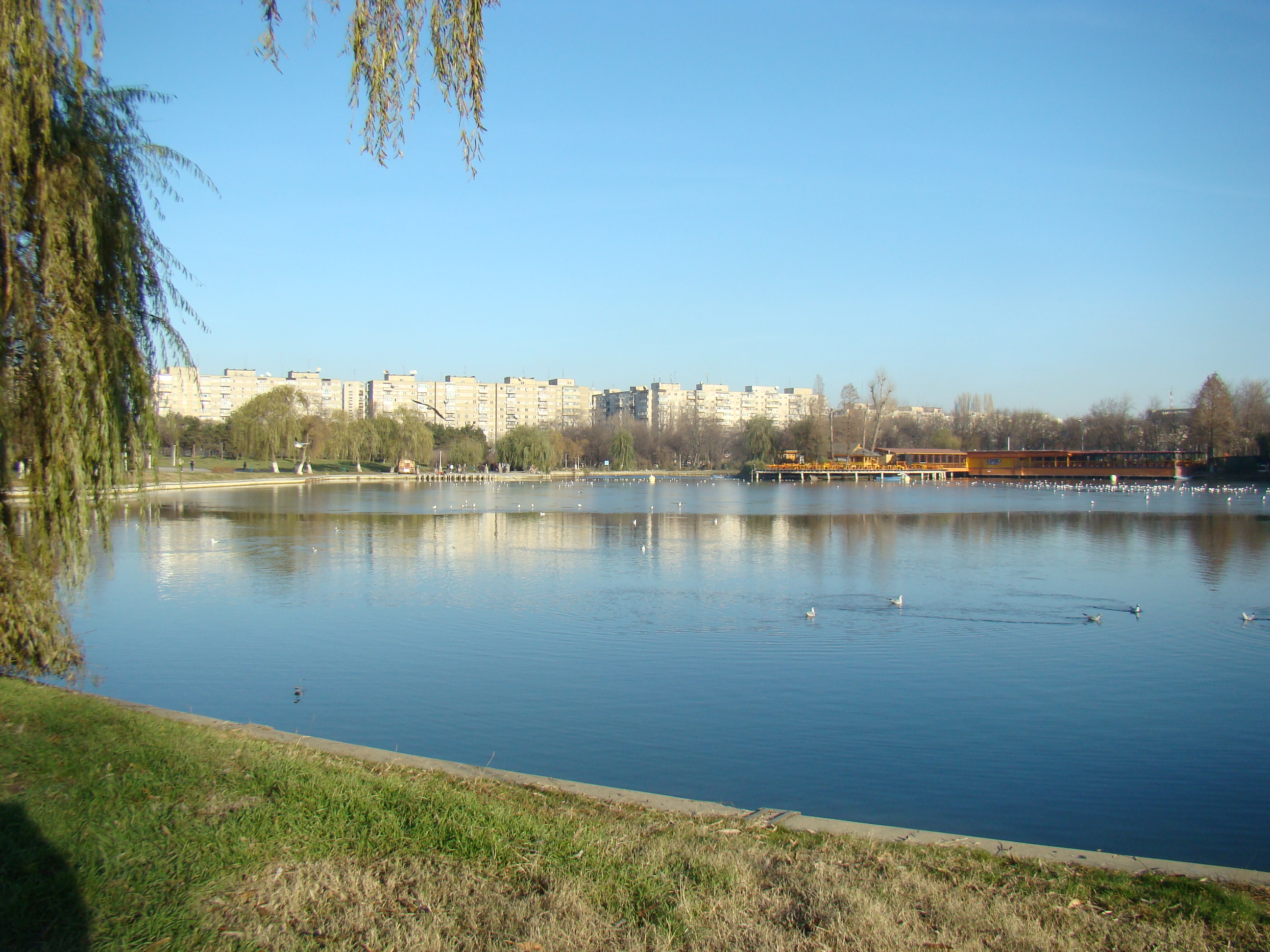
Der Tineretului-See im Sektor 4

Sektor 4 (rumänisch Sectorul 4) ist ein Bezirk von Bukarest, der sich im südlichen Teil der rumänischen Hauptstadt befindet. Sektor 4 befindet sich zwischen den Sektoren 3 und 5.
Der Carol-Park, der Tineretului-Park und der Văcărești-Naturpark befinden sich alle in Sektor 4 von Bukarest.

## Ortsteile
- Berceni
- Giurgiului
- Olteniței
- Timpuri Noi
- Tineretului
- Văcărești

## Wirtschaft
Romavia hatte seinen Sitz in Sektor 4.